# DNAJC15
DNAJC15 (англ. DnaJ heat shock protein family (Hsp40) member C15) – білок, який кодується однойменним геном, розташованим у людей на 13-й хромосомі. Довжина поліпептидного ланцюга білка становить 150 амінокислот, а молекулярна маса — 16 383.
| 10         |  | 20         |  | 30         |  | 40         |  | 50         |
| ---------- |  | ---------- |  | ---------- |  | ---------- |  | ---------- |
| MAARGVIAPV |  | GESLRYAEYL |  | QPSAKRPDAD |  | VDQQRLVRSL |  | IAVGLGVAAL |
| AFAGRYAFRI |  | WKPLEQVITE |  | TAKKISTPSF |  | SSYYKGGFEQ |  | KMSRREAGLI |
| LGVSPSAGKA |  | KIRTAHRRVM |  | ILNHPDKGGS |  | PYVAAKINEA |  | KDLLETTTKH |
|            |  |            |  |            |  |            |  |            |

A: Аланін

D: Аспарагінова кислота

E: Глутамінова кислота

F: Фенілаланін

G: Гліцин

H: Гістидин

I: Ізолейцин

K: Лізин

L: Лейцин

M: Метіонін

N: Аспарагін

P: Пролін

Q: Глутамін

R: Аргінін

S: Серин

T: Треонін

V: Валін

W: Триптофан

Кодований геном білок за функціями належить до шаперонів, фосфопротеїнів. 
Задіяний у таких біологічних процесах, як транспорт, транспорт білків, транслокація. 
Локалізований у мембрані, мітохондрії, внутрішній мембрані мітохондрії.